# Belga katonai kereszt
A Katonai kereszt (hollandul: Militaire Kruis, franciául: Croix Militaire) belga katonai kitüntetés. A kitüntetést 1885. február 11-én alapították és a belga haderő hivatásos tisztjei kaphatják hűséges és megszakítás nélküli szolgálatuk elismeréseként. A kitüntetést tartalékos tisztek is megkaphatják, amennyiben minden évben részt vesznek a kötelező kiképzési gyakorlatokon. Évente kb. 300 katonai keresztet adományoznak.

## Fokozatok, leírás, feltételek
A katonai keresztnek 1. és 2. osztályú fokozata létezik.
A kereszt fekete zománcozott máltai kereszt alakú, szélét aranyszegély díszíti. A kereszt szárai között keresztbe tett kardok találhatók, felső részén egy aranyozott korona kapcsolja a kitűzőhöz. A kereszt középpontján található körben arany oroszlán található, hátoldalán a mindenkori uralkodó monogramja.
A kitűző szalagja zöld, a széleitől 1 mm-re vörös sávokkal. Az 1. osztályú keresztek szalagján egy szalagcsokor található.
A kitüntetést a belga haderő aktív és tartalékos állományú hivatásos tisztjei kaphatják, a következő feltételekkel:
- 1. osztályú katonai kereszt: hivatásos tisztek 25 év, kiemelkedő szolgálati viszonnyal
- 2. osztályú katonai kereszt: minden hivatásos tiszt, akinek a szolgálati viszonya eléri a 25 évet.

## Lásd még
- Belga katonai kitüntetések listája
- A katonai kereszt képe

## Fordítás
- Ez a szócikk részben vagy egészben  a   Military Cross (Belgium) című angol Wikipédia-szócikk fordításán alapul.  Az eredeti cikk szerkesztőit annak laptörténete sorolja fel. Ez a jelzés csupán a megfogalmazás eredetét és a szerzői jogokat jelzi, nem szolgál a cikkben szereplő információk forrásmegjelöléseként.